# Oscarsgalan 2020
Oscarsgalan 2020 var den 92:a upplagan av Academy Awards, som belönade filminsatser från 2019, och hölls på Dolby Theatre i Los Angeles den 9 februari 2020. Galan producerades av ABC av Lynette Howell Taylor och Stephanie Allain. I svensk television var TV4 sändande kanal med Tilde de Paula Eby som programledare och Pär Lernström på plats i USA. Likt föregående år var ingen värd för galan.
Joker fick flest nomineringar med elva stycken. Parasit blev kvällens storvinnare med fyra vinster, inklusive för Bästa film och Bästa regi. Filmen blev den första icke-engelskspråkiga filmen i historien att vinna för Bästa film.
Inför detta års gala ändrades namnet på kategorin "Bästa icke-engelskspråkiga film" till Bästa internationella långfilm. Animerade filmer och dokumentärfilmer kan också bli nominerade i kategorin så länge majoriteten av filmernas språk inte är på engelska. Antal nominerade i kategorin Bästa smink ökades från tre till fem, med finalister ökade från sju till tio.
Sverige utsåg And Then We Danced till det svenska bidraget för priset i kategorin Bästa internationella långfilm, men den blev inte nominerad.

## Datum och händelser
| Datum           | Händelse                     |
| --------------- | ---------------------------- |
| 27 oktober 2019 | Governors Awards             |
| 2 januari 2020  | Nomineringsröstning börjar   |
| 7 januari 2020  | Nomineringsröstning slutar   |
| 13 januari 2020 | Nomineringarna presenteras   |
| 30 januari 2020 | Sista röstningen börjar      |
| 4 februari 2020 | Sista röstningen slutar      |
| 9 februari 2020 | 92:a upplagan av Oscarsgalan |

## Governors Awards
Den elfte upplagan av Governors Awards hölls den 27 oktober 2019, där följande personer fick motta specialpriser:

### Heders-Oscar
- David Lynch
- Wes Studi
- Lina Wertmüller

### Jean Hersholt Humanitarian Award
- Geena Davis

## Vinnare och nominerade
Nomineringarna tillkännagavs den 13 januari 2020 live från Samuel Goldwyn Theater i Beverly Hills, Kalifornien och presenterades av skådespelarna och producenterna John Cho och Issa Rae. Vinnarna listas i fetstil.

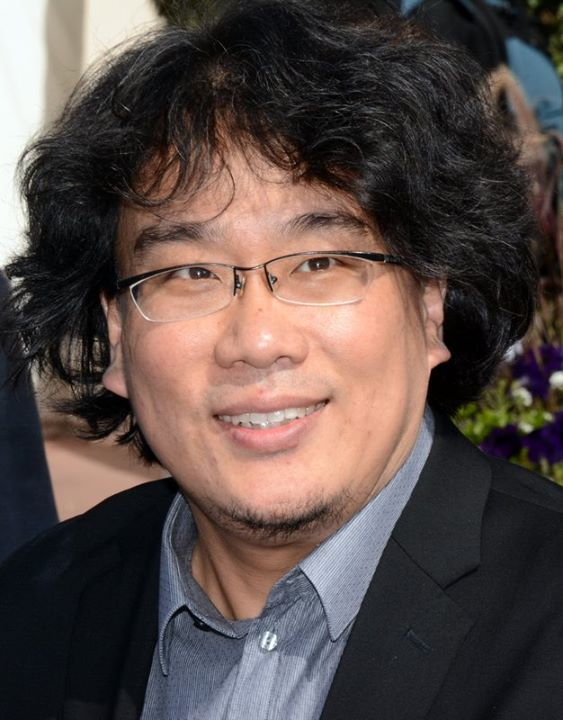
Bong Joon-ho
Bästa film, Bästa regi, Bästa originalmanus och Bästa internationella långfilm

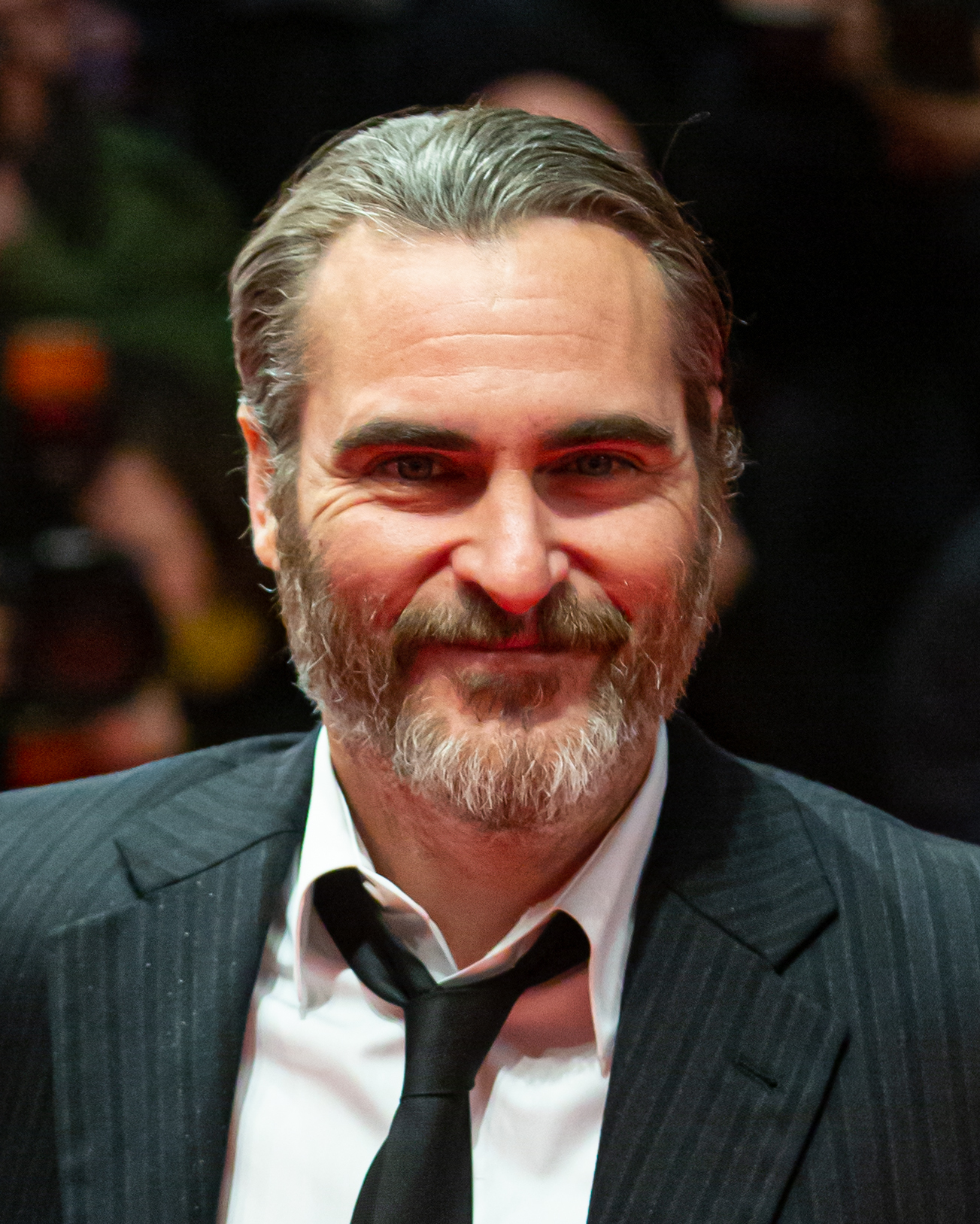
Joaquin Phoenix
Bästa manliga huvudroll

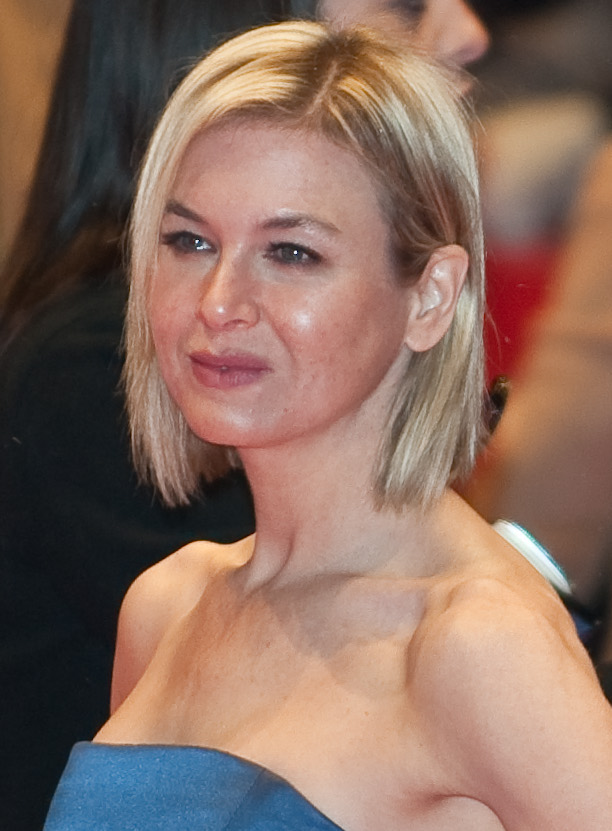
Renée Zellweger
Bästa kvinnliga huvudroll

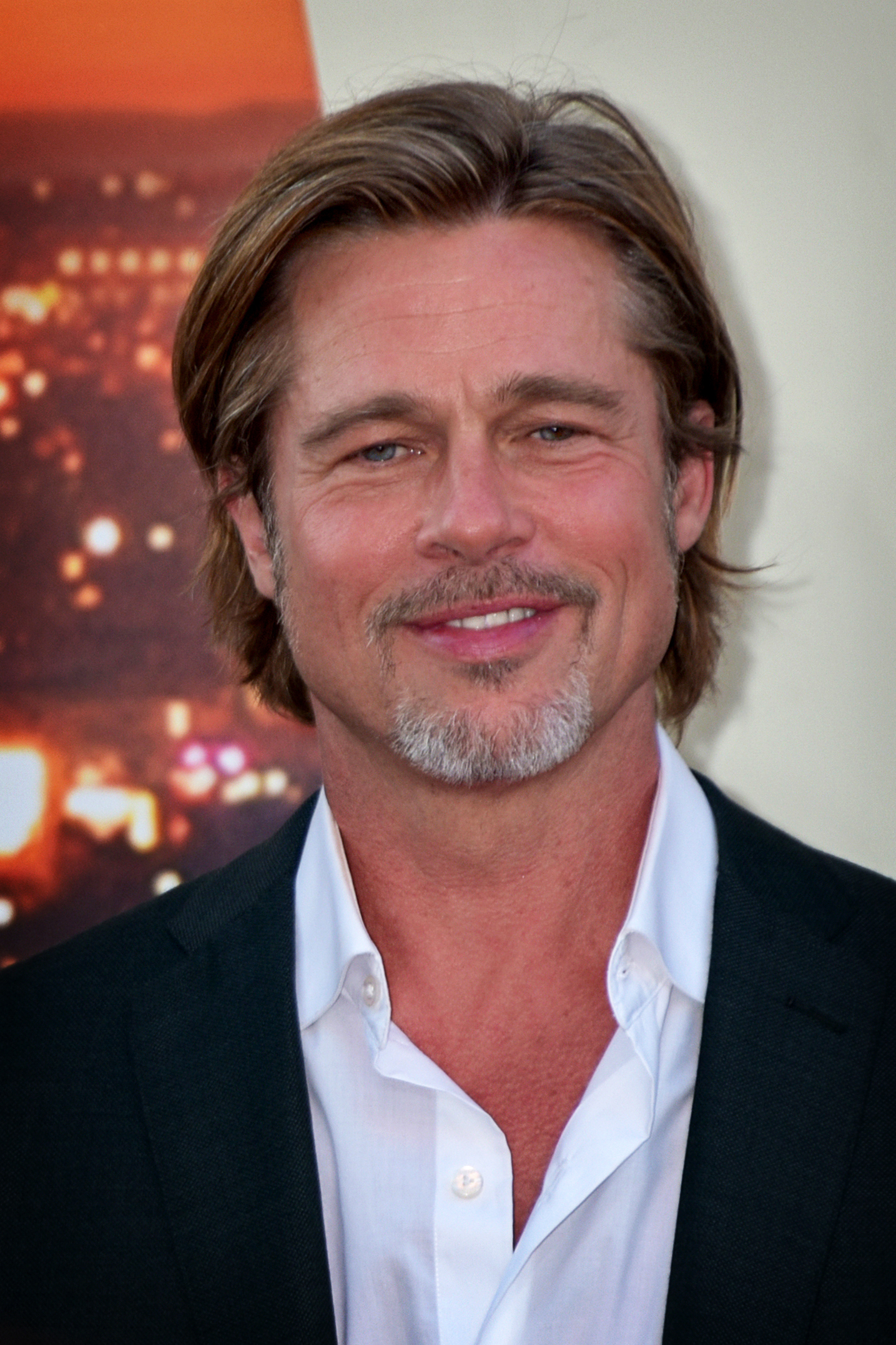
Brad Pitt
Bästa manliga biroll

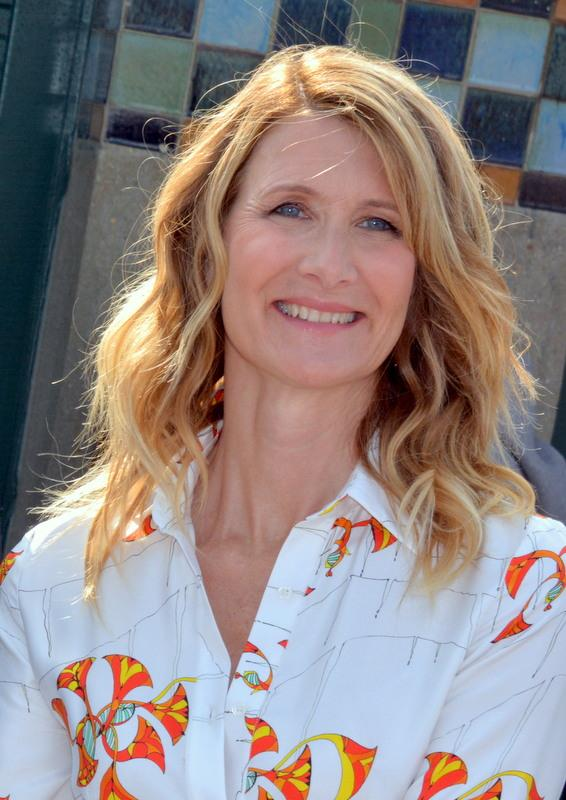
Laura Dern
Bästa kvinnliga biroll

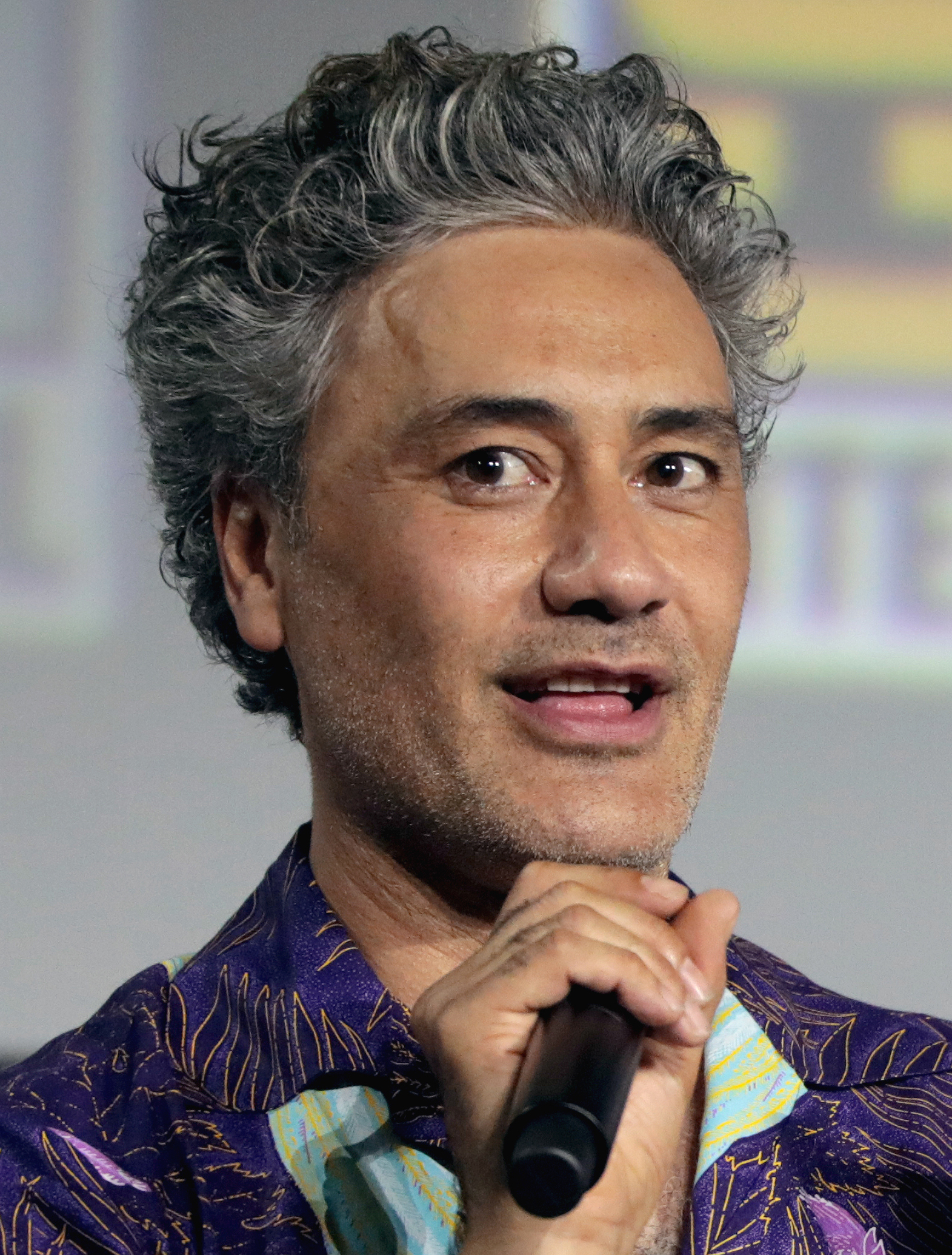
Taika Waititi
Bästa manus efter förlaga

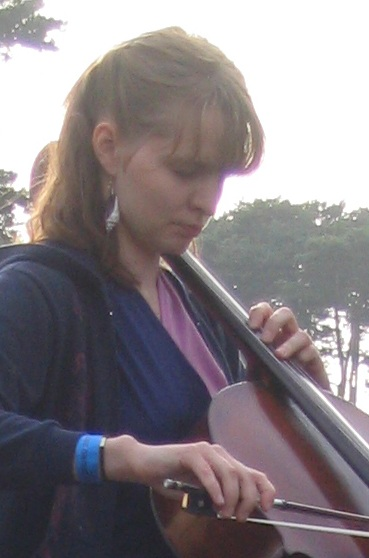
Hildur Guðnadóttir
Bästa filmmusik

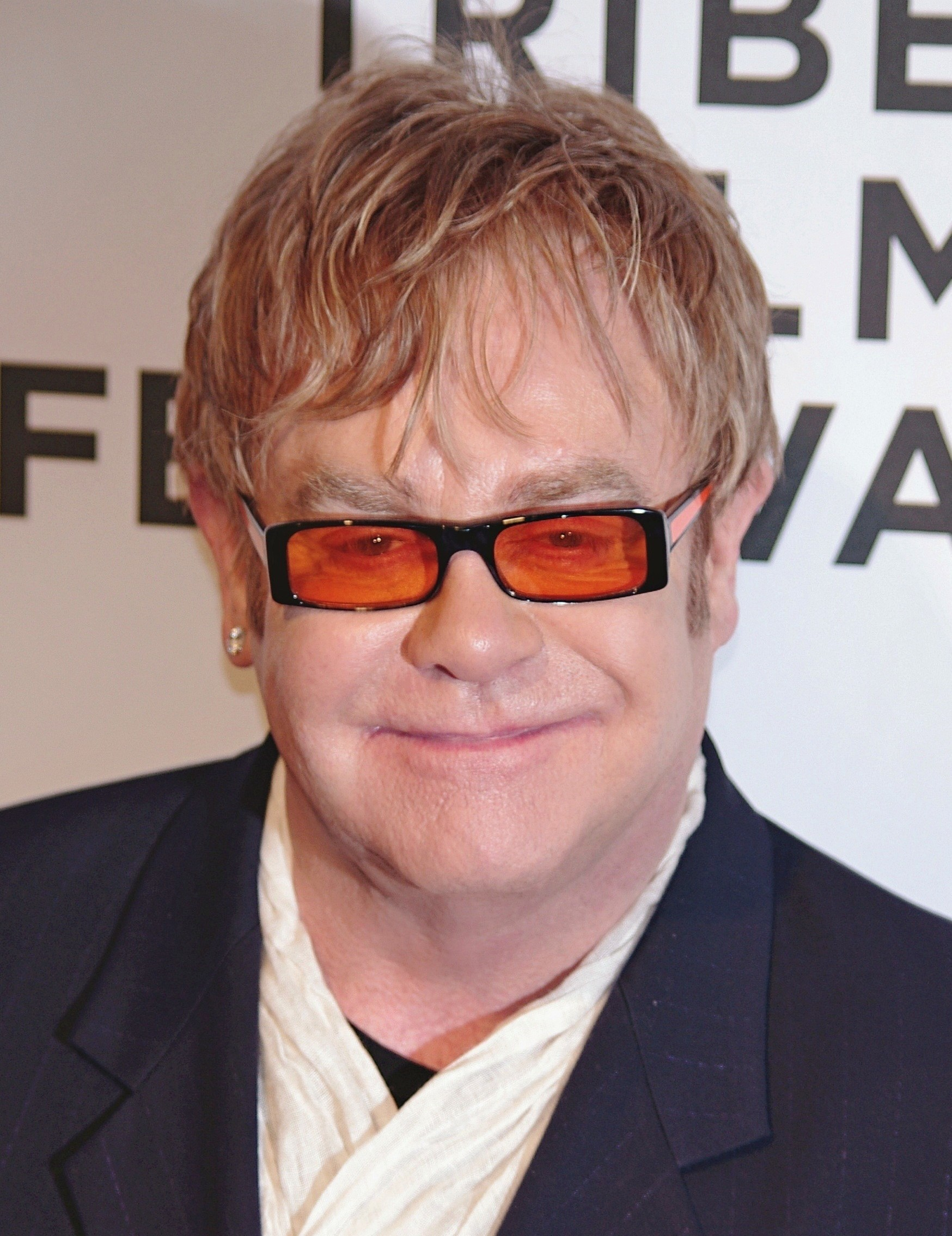
Elton John
Bästa sång

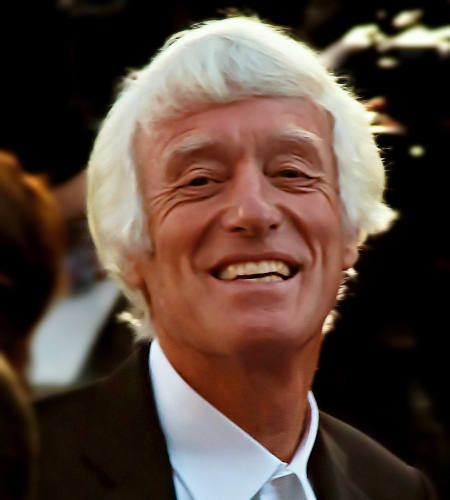
Roger Deakins
Bästa foto

| Bästa film - Parasit – Kwak Sin-ae och Bong Joon-ho - 1917 – Sam Mendes, Pippa Harris, Jayne-Ann Tenggren och Callum McDougall - The Irishman – Martin Scorsese, Robert De Niro, Jane Rosenthal och Emma Tillinger Koskoff - Jojo Rabbit – Carthew Neal och Taika Waititi - Joker – Todd Phillips, Bradley Cooper och Emma Tillinger Koskoff - Le Mans '66 – Peter Chernin, Jenno Topping och James Mangold - Marriage Story – Noah Baumbach och David Heyman - Once Upon a Time in Hollywood – David Heyman, Shannon McIntosh och Quentin Tarantino - Unga kvinnor – Amy Pascal | Bästa regi - Bong Joon-ho – Parasit - Sam Mendes – 1917 - Todd Phillips – Joker - Martin Scorsese – The Irishman - Quentin Tarantino – Once Upon a Time in Hollywood |
| Bästa manliga huvudroll - Joaquin Phoenix – Joker - Antonio Banderas – Smärta och ära - Leonardo DiCaprio – Once Upon a Time in Hollywood - Adam Driver – Marriage Story - Jonathan Pryce – The Two Popes | Bästa kvinnliga huvudroll - Renée Zellweger – Judy - Cynthia Erivo – Harriet - Scarlett Johansson – Marriage Story - Saoirse Ronan – Unga kvinnor - Charlize Theron – Bombshell – När tystnaden bryts |
| Bästa manliga biroll - Brad Pitt – Once Upon a Time in Hollywood - Tom Hanks – A Beautiful Day in the Neighborhood - Anthony Hopkins – The Two Popes - Al Pacino – The Irishman - Joe Pesci – The Irishman | Bästa kvinnliga biroll - Laura Dern – Marriage Story - Kathy Bates – Richard Jewell - Scarlett Johansson – Jojo Rabbit - Florence Pugh – Unga kvinnor - Margot Robbie – Bombshell – När tystnaden bryts |
| Bästa originalmanus - Parasit – Bong Joon-ho och Han Jin-won - 1917 – Sam Mendes och Krysty Wilson-Cairns - Knives Out – Rian Johnson - Marriage Story – Noah Baumbach - Once Upon a Time in Hollywood – Quentin Tarantino | Bästa manus efter förlaga - Jojo Rabbit – Taika Waititi - The Irishman – Steven Zaillian - Joker – Todd Phillips och Scott Silver - The Two Popes – Anthony McCarten - Unga kvinnor – Greta Gerwig |
| Bästa animerade film - Toy Story 4 – Josh Cooley, Mark Nielsen och Jonas Rivera - Draktränaren 3 – Dean DeBlois, Bradford Lewis och Bonnie Arnold - Klaus – Sergio Pablos, Jinko Gotoh och Marisa Roman - Min borttappade kropp – Jérémy Clapin och Marc Du Pontavice - Mysteriet om Herr Länk – Chris Butler, Arianne Sutner och Travis Knight | Bästa internationella långfilm - Sydkorea – Parasit - Frankrike – Les Misérables - Nordmakedonien – Honeyland - Polen – Corpus Christi - Spanien – Smärta och ära |
| Bästa dokumentär - American Factory – Steven Bognar, Julia Reichert och Jeff Reichert - The Cave – Feras Fayyad, Kirstine Barfod och Sigrid Dyekjær - The Edge of Democracy – Petra Costa, Joanna Natasegara, Shane Boris och Tiago Pavan - Honeyland – Ljubomir Stefanov, Tamara Kotevska och Atanas Georgiev - Till min dotter – Waad Al-Kateab och Edward Watts | Bästa kortfilmsdokumentär - Learning to Skateboard in a Warzone (If You're a Girl) – Carol Dysinger och Elena Andreicheva - In the Absence – Seung-jun Yi och Gary Byung-Seok Kam - Life Overtakes Me – Kristine Samuelson och John Haptas - St. Louis Superman – Sami Khan och Smriti Mundhra - Walk Run Cha-Cha – Laura Nix och Colette Sandstedt                                                                                                   |
| Bästa kortfilm - The Neighbors' Window – Marshall Curry - Brotherhood – Meryam Joobeur och Maria Gracia Turgeon - Nefta Football Club – Yves Piat och Damien Megherbi - Saria – Bryan Buckley och Matt Lefebvre - A Sister – Delphine Girard | Bästa animerade kortfilm - Hair Love – Matthew A. Cherry och Karen Rupert Toliver - Daughter – Daria Kashcheeva - Kitbull – Rosana Sullivan och Kathryn Hendrickson - Mémorable – Bruno Collet och Jean-François Le Corre - Sister – Siqi Song |
| Bästa filmmusik - Joker – Hildur Guðnadóttir - 1917 – Thomas Newman - Marriage Story – Randy Newman - Star Wars: The Rise of Skywalker – John Williams - Unga kvinnor – Alexandre Desplat | Bästa sång - "(I'm Gonna) Love Me Again" från Rocketman – Musik: Elton John · Text: Bernie Taupin - "I Can't Let You Throw Yourself Away" från Toy Story 4 – Musik och Text: Randy Newman - "I'm Standing With You" från Breakthrough – Musik och Text: Diane Warren - "Into the Unknown" från Frost 2 – Musik och Text: Kristen Anderson-Lopez och Robert Lopez - "Stand Up" från Harriet – Musik och Text: Cynthia Erivo och Joshuah Brian Campbell |
| Bästa ljudredigering - Le Mans '66 – Donald Sylvester - 1917 – Oliver Tarney och Rachael Tate - Joker – Alan Robert Murray - Once Upon a Time in Hollywood – Wylie Stateman - Star Wars: The Rise of Skywalker – Matthew Wood och David Acord | Bästa ljud - 1917 – Mark Taylor och Stuart Wilson - Ad Astra – Gary Rydstrom, Tom Johnson och Mark Ulano - Joker – Tom Ozanich, Dean A. Zupancic och Tod A. Maitland - Le Mans '66 – Paul Massey, David Giammarco och Steven Morrow - Once Upon a Time in Hollywood – Michael Minkler, Christian P. Minkler och Mark Ulano |
| Bästa scenografi - Once Upon a Time in Hollywood – Barbara Ling och Nancy Haigh - 1917 – Dennis Gassner och Lee Sandales - The Irishman – Bob Shaw och Regina Graves - Jojo Rabbit – Ra Vincent och Nora Sopková - Parasit – Lee Ha-jun och Cho Won-woo | Bästa foto - 1917 – Roger Deakins - The Irishman – Rodrigo Prieto - Joker – Lawrence Sher - The Lighthouse – Jarin Blaschke - Once Upon a Time in Hollywood – Robert Richardson |
| Bästa smink - Bombshell – När tystnaden bryts – Kazu Hiro, Anne Morgan och Vivian Baker - 1917 – Naomi Donne, Tristan Versluis och Rebecca Cole - Joker – Nicki Ledermann och Kay Georgiou - Judy – Jeremy Woodhead - Maleficent 2: Ondskans härskarinna – Paul Gooch, Arjen Tuiten och David White | Bästa kostym - Unga kvinnor – Jacqueline Durran - The Irishman – Christopher Peterson och Sandy Powell - Jojo Rabbit – Mayes C. Rubeo - Joker – Mark Bridges - Once Upon a Time in Hollywood – Arianne Phillips |
| Bästa klippning - Le Mans '66 – Andrew Buckland och Michael McCusker - The Irishman – Thelma Schoonmaker - Jojo Rabbit – Tom Eagles - Joker – Jeff Groth - Parasit – Yang Jin-mo | Bästa specialeffekter - 1917 – Guillaume Rocheron, Greg Butler och Dominic Tuohy - Avengers: Endgame – Dan DeLeeuw, Russell Earl, Matt Aitken och Daniel Sudick - The Irishman – Pablo Helman, Leandro Estebecorena, Nelson Sepulveda och Stephane Grabli - Lejonkungen – Robert Legato, Adam Valdez, Andrew R. Jones och Elliot Newman - Star Wars: The Rise of Skywalker – Neal Scanlan, Patrick Tubach och Dominic Tuohy                           |

### Filmer med flera vinster
| Vinster | Film                          |
| ------- | ----------------------------- |
| 4       | Parasit                       |
| 3       | 1917                          |
| 2       | Joker                         |
| 2       | Le Mans '66                   |
| 2       | Once Upon a Time in Hollywood |

### Filmer med flera nomineringar
| Nomineringar | Film                             |
| ------------ | -------------------------------- |
| 11           | Joker                            |
| 10           | 1917                             |
| 10           | The Irishman                     |
| 10           | Once Upon a Time in Hollywood    |
| 6            | Jojo Rabbit                      |
| 6            | Marriage Story                   |
| 6            | Parasit                          |
| 6            | Unga kvinnor                     |
| 4            | Le Mans '66                      |
| 3            | Bombshell – När tystnaden bryts  |
| 3            | Star Wars: The Rise of Skywalker |
| 3            | The Two Popes                    |
| 2            | Harriet                          |
| 2            | Honeyland                        |
| 2            | Judy                             |
| 2            | Smärta och ära                   |
| 2            | Toy Story 4                      |

## Presentatörer och uppträdande

### Presentatörer
| Personer                                    | Uppgift                                                                   |
| ------------------------------------------- | ------------------------------------------------------------------------- |
| Steve Martin och Chris Rock                 | Introducerade Regina King                                                 |
| Regina King                                 | Presenterade priset för Bästa manliga biroll                              |
| Beanie Feldstein                            | Introducerade Mindy Kaling                                                |
| Mindy Kaling                                | Presenterade priset för Bästa animerade film och Bästa animerade kortfilm |
| Josh Gad                                    | Introducerade uppträdandet av Bästa sång nomineringen "Into the Unknown"  |
| Kelly Marie Tran                            | Introducerade Diane Keaton och Keanu Reeves                               |
| Diane Keaton och Keanu Reeves               | Presenterade priset för Bästa originalmanus                               |
| Timothée Chalamet och Natalie Portman       | Presenterade priset för Bästa manus efter förlaga                         |
| Shia LaBeouf och Zack Gottsagen             | Presenterade priset för Bästa kortfilm                                    |
| Maya Rudolph och Kristen Wiig               | Presenterade priset för Bästa scenografi och Bästa kostym                 |
| Mark Ruffalo                                | Presenterade priset för Bästa dokumentär och Bästa kortfilmsdokumentär    |
| Mahershala Ali                              | Presenterade priset för Bästa kvinnliga biroll                            |
| Anthony Ramos                               | Introducerade Lin-Manuel Miranda                                          |
| Lin-Manuel Miranda                          | Speciell presentation belyser filmmusik och sånger                        |
| Oscar Isaac och Salma Hayek                 | Presenterade priset för Bästa ljudredigering och Bästa ljud               |
| Utkarsh Ambudkar                            | Introducerade Will Ferrell och Julia Louis-Dreyfus                        |
| Will Ferrell och Julia Louis-Dreyfus        | Presenterade priset för Bästa foto och Bästa klippning                    |
| AMPAS ordförande David Rubin                | Introducerade Tom Hanks                                                   |
| Tom Hanks                                   | Speciell presentation tillkännager Academy Museum of Motion Pictures      |
| Zazie Beetz                                 | Introducerade uppträdandet av Bästa sång nomineringen "Stand Up"          |
| Rebel Wilson och James Corden               | Presenterade priset för Bästa specialeffekter                             |
| Ray Romano och Sandra Oh                    | Presenterade priset för Bästa smink                                       |
| Penélope Cruz                               | Presenterade priset för Bästa internationella långfilm                    |
| Taika Waititi                               | Introducerade Gal Gadot, Sigourney Weaver och Brie Larson                 |
| Gal Gadot, Sigourney Weaver och Brie Larson | Presenterade priset för Bästa filmmusik och Bästa sång                    |
| Spike Lee                                   | Presenterade priset för Bästa regi                                        |
| Steven Spielberg                            | Presenterade In Memoriam-hyllningen                                       |
| George MacKay                               | Introducerade Olivia Colman                                               |
| Olivia Colman                               | Presenterade priset för Bästa manliga huvudroll                           |
| Rami Malek                                  | Presenterade priset för Bästa kvinnliga huvudroll                         |
| Jane Fonda                                  | Presenterade priset för Bästa film                                        |

### Uppträdande
| Personer | Uppträdde                                                                                 |
| --- | ----------------------------------------------------------------------------------------- |
| Janelle Monáe och Billy Porter | "Won't You Be My Neighbor?", "Come Alive (The War of the Roses)" och "I'm Still Standing" |
| Idina Menzel med Aurora, Maria Lucia Rosenberg, Willemijn Verkaik, Takako Matsu, Carmen Garcia Saenz, Lisa Stokke, Katarzyna Łaska, Anna Buturlina, Gisela och Wichayanee Pearklin | "Into the Unknown" från Frost 2                                                           |
| Chrissy Metz | "I'm Standing With You" från Breakthrough                                                 |
| Eminem | "Lose Yourself"                                                                           |
| Randy Newman | "I Can't Let You Throw Yourself Away" från Toy Story 4                                    |
| Cynthia Erivo | "Stand Up" från Harriet                                                                   |
| Elton John | "(I'm Gonna) Love Me Again" från Rocketman                                                |
| Billie Eilish och Finneas O'Connell | "Yesterday" under In Memoriam-segmentet                                                   |